# Hatsi
Hatsi (Armeens: Հացի, ook wel: Hatsik) of Tsjorakli (Azerbeidzjaans: Çörəkli) is een dorp in het Azerbeidzjaanse district Xocavənd. Het ligt 30 kilometer ten oosten van de stad Stepanakert. Er zijn twee kerken in het dorp, waarvan een uit de 12e eeuw.

## Geschiedenis
Tijdens de Sovjetperiode maakte het dorp deel uit van het district Martoeni van de Nagorno-Karabachse Autonome Oblast. Het dorp werd sinds de eerste Nagorno-Karabach-oorlog bestuurd door de Republiek Nagorno-Karabach. Sinds de Azerbeidzjaanse aanval van 2023 staat Hatsi onder Azerbeidzjaans gezag.